# Heiligenborn (Schweich)

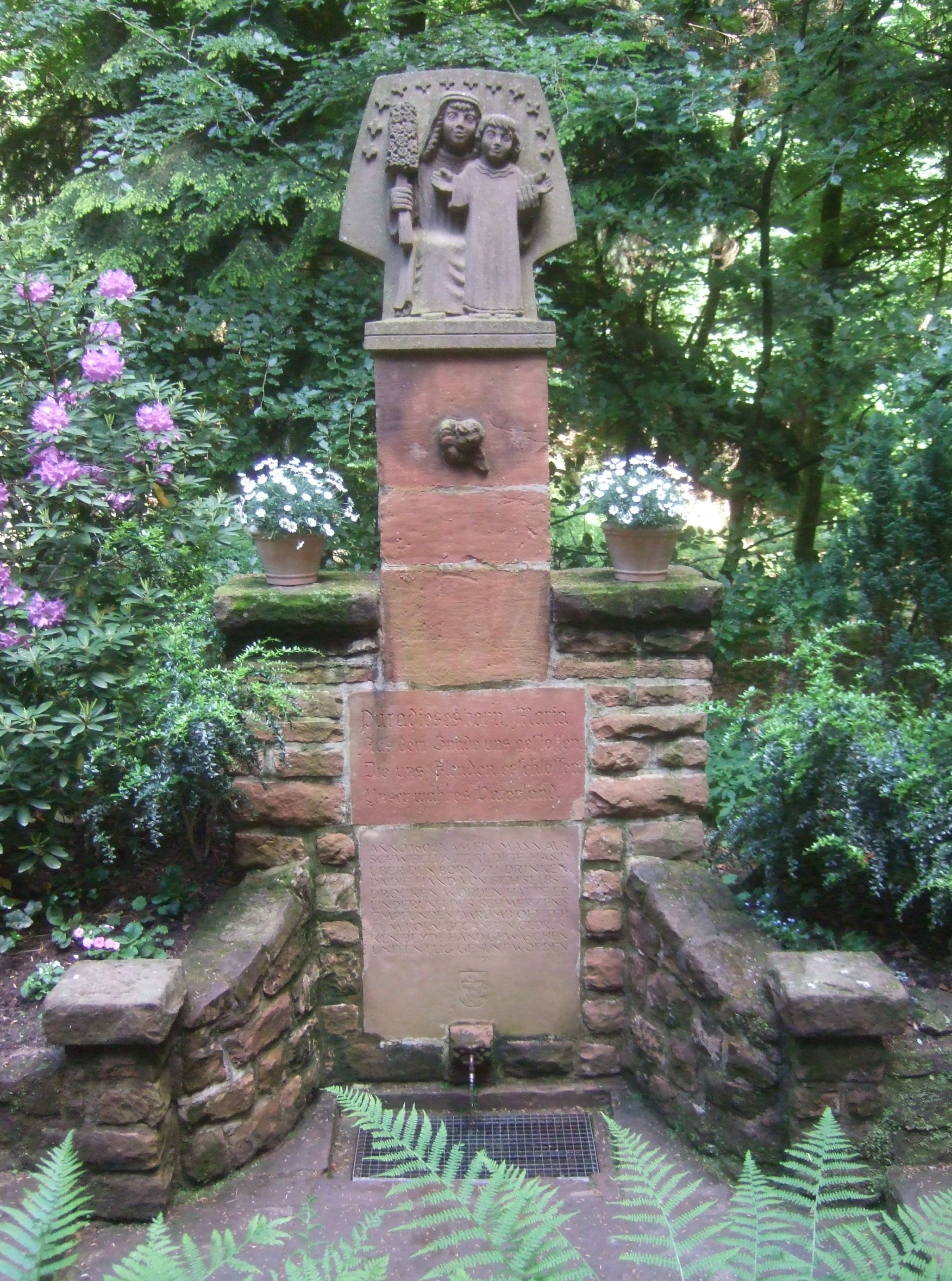
Heilbrunnen

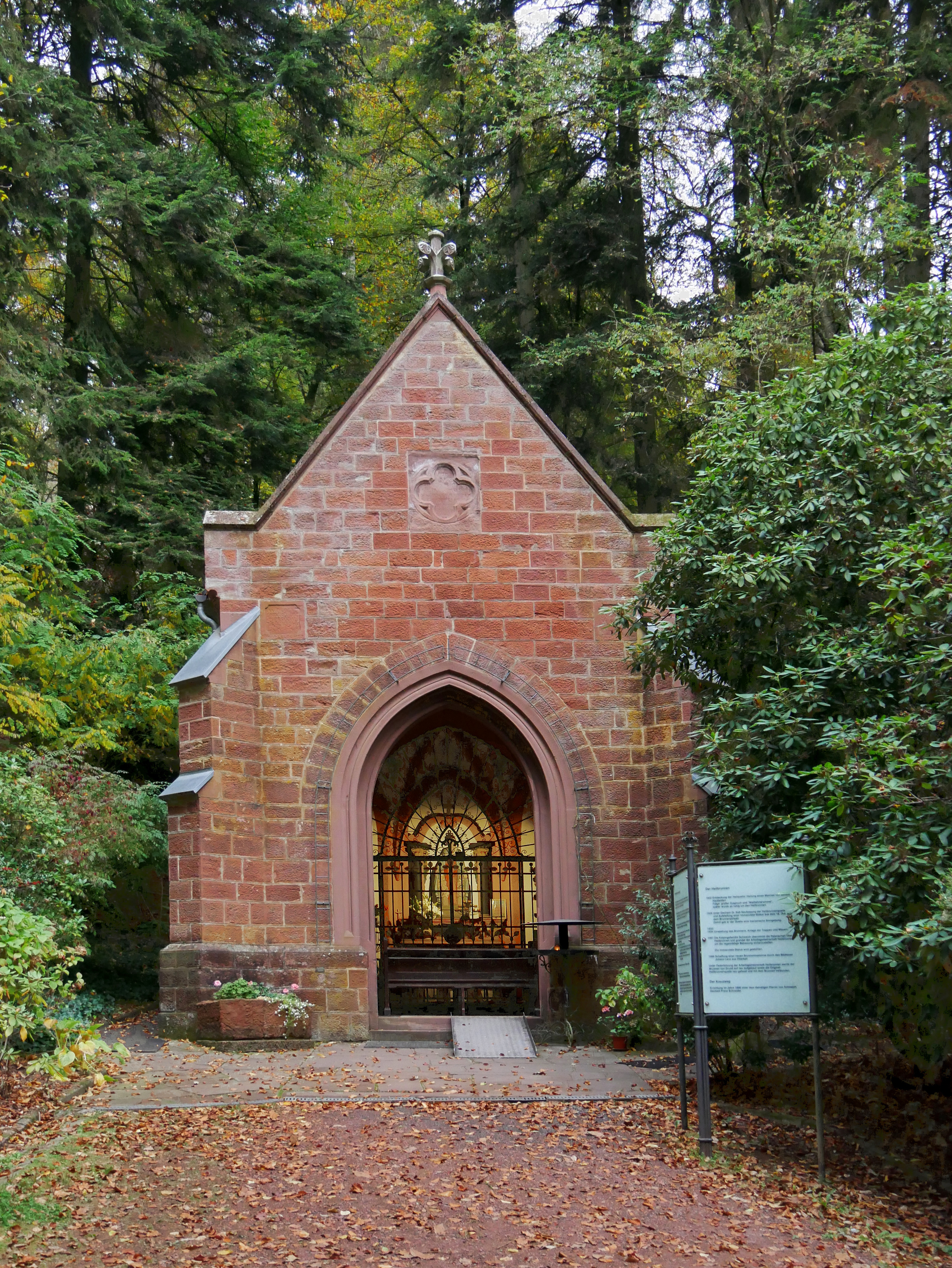
Kapelle

Der Heiligenborn (Schweich) oder Schweicher Heilbrunnen ist eine Quelle mit einer Wegekapelle und einem Kreuzweg nordwestlich der Stadt Schweich am Rande des Meulenwaldes im Landkreis Trier-Saarburg in Rheinland-Pfalz.
Am Heilbrunnen bezeichnet darüber hinaus einen Gemeindeteil von Schweich.
Die bauliche Gesamtanlage aus Quelle, Wegekapelle (1833), Stationenweg (1889) und Wegekreuz ist ein Kulturdenkmal.
Im späten Mittelalter entwickelte sich der Heiligen-Born zum Ziel für Pilger, nachdem das Wasser Kranke geheilt hatte.
In der Kapelle befindet sich eine Schutzmantelmadonna von Anton Nagel.
Die Immaculata-Statue am Brunnen stammt vom Bildhauer Johann Lenz aus Oberkail.
Zum Heilbrunnen führt der Kreuzweg mit 14 Stationen in einer Baumallee aus Fichten, Weiß-Tannen und Hemlocktannen.
In unmittelbarer Nähe befinden sich ein Wassertretbecken und ein Biotop im Bereich des Merzbaches (Mosel) sowie ein Wanderparkplatz in der Nähe der Landesstraße 47, die von Trier-Quint nach Föhren verläuft. Am Parkplatz befindet sich ein Pilgerstein des Mosel-Camino.